# Чемпіонат Європи з футболу 2024 (кваліфікаційний раунд, група G)
Група G кваліфікації УЄФА Євро-2022 — одна з 10 груп для визначення команд, які пройдуть до Чемпіонату Європи 2024 у Німеччині. Група G складається з 5 команд: Болгарія, Литва, Сербія, Угорщина та Чорногорія. Команди зіграють одна з одною вдома та на виїзді за круговою системою.
Дві кращі команди групи потраплять напряму до Чемпіонату Європи 2024. В той час, як учасники плей-оф визначаються на основі результатів Ліги націй УЄФА 2022–23.

## Турнірна таблиця
| Поз | Команда    | І | В | Н | П | ГЗ | ГП | РГ | О  | Кваліфікація                       |     | Угорщина | Сербія | Чорногорія | Литва | Болгарія |
| --- | ---------- | - | - | - | - | -- | -- | -- | -- | ---------------------------------- | --- | -------- | ------ | ---------- | ----- | -------- |
| 1   | Угорщина   | 8 | 5 | 3 | 0 | 16 | 7  | +9 | 18 | Кваліфікація до фінального турніру |     | —        | 2:1    | 3:1        | 2:0   | 3:0      |
| 2   | Сербія     | 8 | 4 | 2 | 2 | 15 | 9  | +6 | 14 | Кваліфікація до фінального турніру |     | 1:2      | —      | 3:1        | 2:0   | 2:2      |
| 3   | Чорногорія | 8 | 3 | 2 | 3 | 9  | 11 | −2 | 11 |                                    |     | 0:0      | 0:2    | —          | 2:0   | 2:1      |
| 4   | Литва      | 8 | 1 | 3 | 4 | 8  | 14 | −6 | 6  |                                    | 2:2 | 1:3      | 2:2    | —          | 1:1   |          |
| 5   | Болгарія   | 8 | 0 | 4 | 4 | 7  | 14 | −7 | 4  |                                    | 2:2 | 1:1      | 0:1    | 0:2        | —     |          |

## Матчі
УЄФА опублікували розклад матчів 10 жовтня 2022, на наступний день після жеребкування. Час вказано у EET/EEST (київський час) (місцевий час, якщо відрізняється, вказано в дужках).
| 24 березня 2023 19:00 |

| Болгарія | 0:1      | Чорногорія     |
| -------- | -------- | -------------- |
|          | Протокол | - Крстович 70' |

| Хювефарма Арена, Разград Глядачів: 9 234 Арбітр: Аліяр Агаєв (Азербайджан) |

| 24 березня 2023 21:45 (20:45 CET) |

| Сербія                     | 2:0      | Литва |
| -------------------------- | -------- | ----- |
| - Тадич 16' - Влахович 53' | Протокол |       |

| ім. Райко Митича, Белград Глядачів: 21 125 Арбітр: Лоуренс Віссер (Бельгія) |

| 27 березня 2023 21:45 (20:45 CEST) |

| Угорщина                             | 3:0      | Болгарія |
| ------------------------------------ | -------- | -------- |
| - Вечей 7' - Собослаї 26' - Адам 39' | Протокол |          |

| Пушкаш Арена, Будапешт Глядачів: 53 000 Арбітр: Халіл Умут Мелер (Туреччина) |

| 27 березня 2023 21:45 (20:45 CEST) |

| Чорногорія | 0:2      | Сербія                |
| ---------- | -------- | --------------------- |
|            | Протокол | - Влахович 78', 90+6' |

| Міський, Подгориця Глядачів: 9 831 Арбітр: Клеман Тюрпен (Франція) |

| 17 червня 2023 16:00 |

| Литва          | 1:1      | Болгарія   |
| -------------- | -------- | ---------- |
| Гірдвайніс 15' | Протокол | Петков 27' |

| ім. С. Дарюса та С. Ґіренаса, Каунас Глядачів: 14 230 Арбітр: Якоб Александер Сундберг (Данія) |

| 17 червня 2023 19:00 (18:00 CEST) |

| Чорногорія | 0:0      | Угорщина |
| ---------- | -------- | -------- |
|            | Протокол |          |

| Міський, Подгориця Глядачів: 6 761 Арбітр: Хесус Хіль Мансано (Іспанія) |

| 20 червня 2023 21:45 (20:45 CEST) |

| Угорщина             | 2:0      | Литва |
| -------------------- | -------- | ----- |
| Варга 32' Шаллаї 83' | Протокол |       |

| Пушкаш Арена, Будапешт Глядачів: 58 274 Арбітр: Антоніу Нобре (Португалія) |

| 20 червня 2023 21:45 |

| Болгарія     | 1:1      | Сербія        |
| ------------ | -------- | ------------- |
| Десподов 47' | Протокол | Лазович 90+6' |

| Хювефарма Арена, Разград Глядачів: 6 700 Арбітр: Крейг Поусон (Англія) |

| 7 вересня 2023 21:45 (20:45 CEST) |

| Сербія         | 1:2      | Угорщина            |
| -------------- | -------- | ------------------- |
| Салаї 10' (аг) | Протокол | Варга 34' Орбан 36' |

| ім. Райко Митича, Белград Глядачів: 6 924 Арбітр: Хуан Мартінес Мунуера (Іспанія) |

| 7 вересня 2023 21:45 |

| Литва                       | 2:2      | Чорногорія             |
| --------------------------- | -------- | ---------------------- |
| Паулаускас 71' Черних 90+4' | Протокол | Крстович 78' Савич 89' |

| ім. С. Дарюса та С. Ґіренаса, Каунас Глядачів: 11 328 Арбітр: Мохаммед Аль-Хакім (Швеція) |

| 10 вересня 2023 19:00 (18:00 CEST) |

| Чорногорія                | 2:1      | Болгарія    |
| ------------------------- | -------- | ----------- |
| Савич 45+1' Йоветич 90+7' | Протокол | Боруков 79' |

| Міський, Подгориця Глядачів: 4 232 Арбітр: Гарм Осмерс (Німеччина) |

| 10 вересня 2023 21:45 |

| Литва          | 1:3      | Сербія                 |
| -------------- | -------- | ---------------------- |
| Паулаускас 45' | Протокол | Митрович 21', 32', 43' |

| ім. С. Дарюса та С. Ґіренаса, Каунас Глядачів: 8 586 Арбітр: Саша Штегеман (Німеччина) |

| 14 жовтня 2023 19:00 |

| Болгарія | 0:2      | Литва           |
| -------- | -------- | --------------- |
|          | Протокол | Ширвіс 45', 55' |

| Васил Левський, Софія Глядачів: 6 916 Арбітр: Георгій Круашвілі (Грузія) |

| 14 жовтня 2023 21:45 (20:45 CEST) |

| Угорщина             | 2:1      | Сербія       |
| -------------------- | -------- | ------------ |
| Варга 20' Шаллаї 34' | Протокол | Павлович 33' |

| Пушкаш Арена, Будапешт Глядачів: 58 215 Арбітр: Франсуа Летексьє (Франція) |

| 17 жовтня 2023 21:45 (20:45 CEST) |

| Сербія                         | 3:1      | Чорногорія    |
| ------------------------------ | -------- | ------------- |
| - Митрович 9', 73' - Тадич 77' | Протокол | - Йоветич 36' |

| ім. Райко Митича, Белград Глядачів: 25 884 Арбітр: Шимон Марциняк (Польща) |

| 17 жовтня 2023 21:45 |

| Литва                     | 2:2      | Угорщина                          |
| ------------------------- | -------- | --------------------------------- |
| - Черних 20' - Ширвіс 36' | Протокол | - Собослаї 67' (пен.) - Варга 82' |

| ім. С. Дарюса та С. Ґіренаса, Каунас Глядачів: 5 349 Арбітр: Юджин Джая (Албанія) |

| 16 листопада 2023 21:45 |

| Болгарія                      | 2:2      | Угорщина                   |
| ----------------------------- | -------- | -------------------------- |
| Делев 24' Десподов 78' (пен.) | Протокол | Адам 10' Петков 90+7' (аг) |

| Васил Левський, Софія Глядачів: 230 Арбітр: Даніель Стефаньський (Польща) |

| 16 листопада 2023 21:45 (20:45 CET) |

| Чорногорія         | 2:0      | Литва |
| ------------------ | -------- | ----- |
| Куч 3' Йоветич 48' | Протокол |       |

| Міський, Подгориця Глядачів: 3 647 Арбітр: Артур Соареш Діаш (Португалія) |

| 19 листопада 2023 16:00 (15:00 CET) |

| Угорщина                     | 3:1      | Чорногорія  |
| ---------------------------- | -------- | ----------- |
| Собослаї 66', 68' Надь 90+3' | Протокол | Рубежич 36' |

| Пушкаш Арена, Будапешт Глядачів: 59 600 Арбітр: Данні Маккелі (Нідерланди) |

| 19 листопада 2023 16:00 (15:00 CET) |

| Сербія                  | 2:2      | Болгарія               |
| ----------------------- | -------- | ---------------------- |
| Велькович 16' Бабич 82' | Протокол | Русєв 59' Десподов 69' |

| Дубочица, Лесковац Глядачів: 7 325 Арбітр: Ерік Ламбрехтс (Бельгія) |

## Бомбардири
Протягом турніру було забито  55 голів у 20 матчах, з середнім показником 2.75 голів за матч.
5 голів
- Александар Митрович

4 голи
- Барнабаш Варга
- Домінік Собослаї

3 голи
- Кирил Десподов
- Піюс Ширвіс
- Душан Влахович
- Стеван Йоветич

2 голи
- Федір Черних
- Гітіс Паулаускас
- Душан Тадич
- Мартін Адам
- Роланд Шаллаї
- Нікола Крстович
- Стефан Савич

1 гол
- Преслав Боруков
- Спас Делев
- Марин Петков
- Георгі Русєв
- Едвінас Гірдвайніс
- Срджан Бабич
- Дарко Лазович
- Страхиня Павлович
- Милош Велькович
- Балінт Вечей
- Адам Надь
- Віллі Орбан
- Едвін Куч
- Слободан Рубежич

1 автогол
- Алекс Петков (проти Угорщини)
- Аттіла Салаї (проти Сербії)

## Дисциплінарні покарання
Гравець автоматично пропускає наступний матч за наступні дисциплінарні порушення:
- Червона картка (відсторонення за червону картку може бути збільшене за серйозні порушення)
- 3 жовті картки у трьох різних матчах (відсторонення за червону також поширюється і на плей-оф, але не на фінальний турнір чи і подальші міжнародні матчі)

Гравці відбули (чи відбудуть) наступні дисциплінарні покарання: 
| Команда    | Гравець         | Порушення                                                                                | Відсторонено на матч(і)            |
| ---------- | --------------- | ---------------------------------------------------------------------------------------- | ---------------------------------- |
| Болгарія   | Андріан Краєв   | пр. Литви (14 жовтня 2023)                                                               | пр. Угорщини (16 листопада 2023)   |
| Болгарія   | Валентин Антов  | пр. Угорщини (16 листопада 2023)                                                         | пр. Сербії (19 листопада 2023)     |
| Литва      | Юстас Ласіцкас  | пр. Болгарії (17 червня 2023)                                                            | пр. Угорщини (20 червня 2023)      |
| Чорногорія | Жарко Томашевич | пр. Фінляндії у Лізі націй 2022-23 (26 вересня 2022)                                     | пр. Болгарії (24 березня 2023)     |
| Чорногорія | Ігор Вуячич     | пр. Болгарії (10 вересня 2023)                                                           | пр. Сербії (17 жовтня 2023)        |
| Чорногорія | Стефан Савич    | пр. Болгарії (24 березня 2023) пр. Угорщини (17 червня 2023) пр. Сербії (17 жовтня 2023) | пр. Lithuania (16 листопада 2023)  |
| Угорщина   | Жолт Кальмар    | пр. Сербії (14 жовтня 2023)                                                              | пр. Литви (17 жовтня 2023)         |
| Угорщина   | Мілош Керкез    | пр. Болгарії (16 листопада 2023)                                                         | пр. Чорногорії (19 листопада 2023) |

| ЖК           | жовта картка                                      |
| ЖК · YK · RK | непряма червона картка (дві жовті в одному матчі) |
| RK           | червона картка                                    |
| ЖК · RK      | жовта та червона картка в одному матчі            |

## Позначки
1. ↑  EET (UTC+2) для матчів до 26 березня та у листопаді 2023, та EEST (UTC+3) для решти матчів.